# سفر یک‌طرفه
سفر یک‌طرفه (انگلیسی: One Way Trip; کره‌ای: 글로리데이) یک فیلم محصول کره جنوبی است. این فیلم به کارگردانی چوی جونگ یول و با بازی جی سو، سوهو، ریو جون یول و کیم هی چان است. این فیلم ۲۴ مارس ۲۰۱۶ منتشر شد.
سفر یک‌طرفه نخستین بار در بیستمین جشنواره بین‌المللی فیلم بوسان در اکتبر ۲۰۱۵ به نمایش درآمد. دی‌وی‌دی این فیلم در ۲۷ اکتبر ۲۰۱۶ منتشر شد.